# فیناو
فیناو (به آلمانی: Vienau) یک منطقهٔ مسکونی در آلمان است که در کالبه واقع شده‌است.
 فیناو  ۳۹۹ نفر جمعیت دارد.